# Capela de São Sebastião (Fortios)

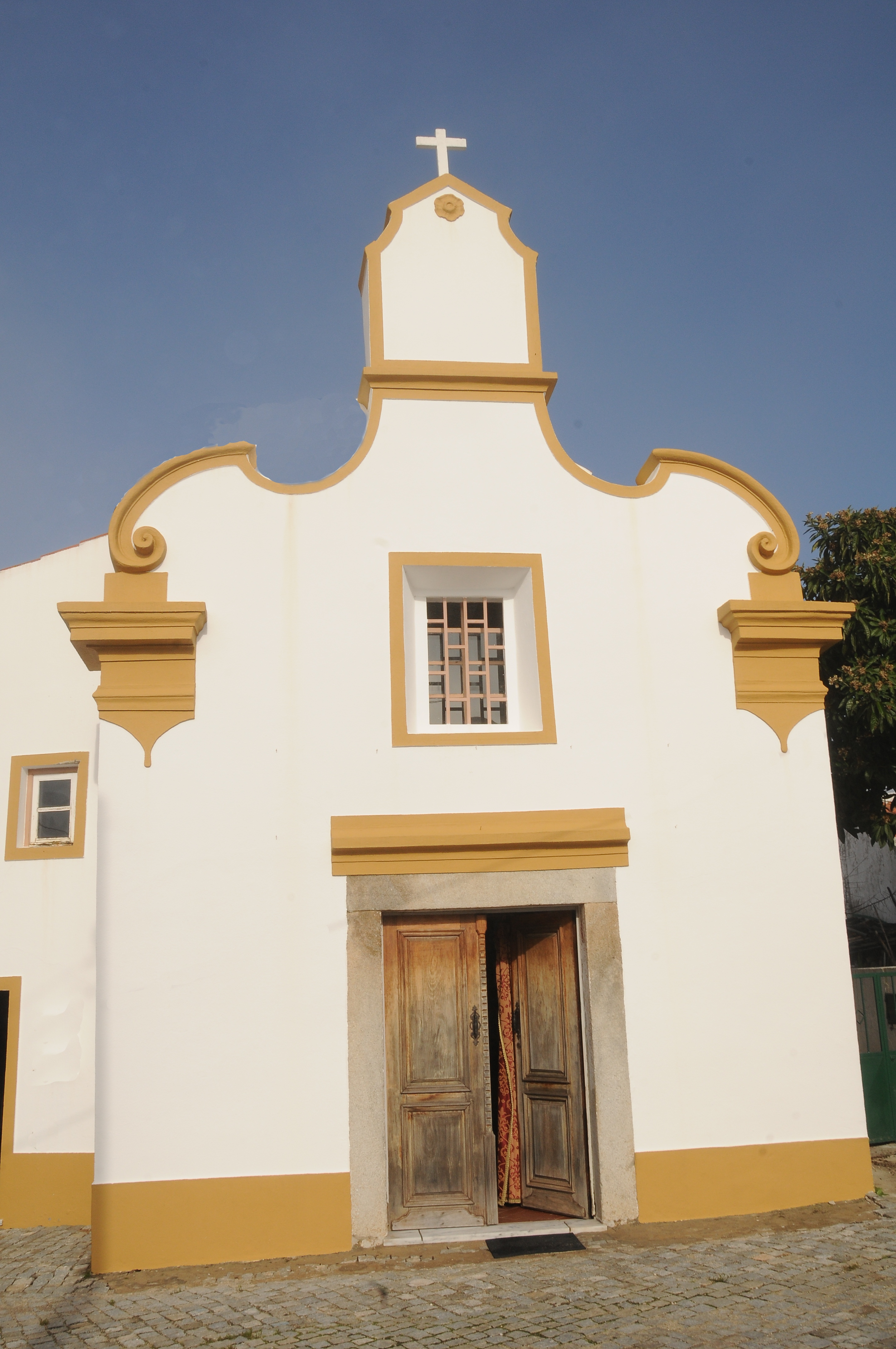
Capela de São Sebastião, Portalegre.

A Capela de São Sebastião, também referida como Capela do Mártir Santo ou Igreja de São Sebastião, localiza-se na freguesia da Fortios, no município de Portalegre, do distrito do mesmo nome, em Portugal.

## História
A capela remonta ao início do século XVII, senão mesmo dos finais do século XVI, e foi remodelada no século XVIII.